# Tribalus anatolicus
Tribalus anatolicus är en skalbaggsart som beskrevs av Olexa 1980. Tribalus anatolicus ingår i släktet Tribalus och familjen stumpbaggar. Inga underarter finns listade i Catalogue of Life.